# Лееде Вальдар Янович
Валдар Янович Лееде (Лєеде) (1911, село Інью волості Кюті Везенберзького повіту Естляндської губернії, тепер волості Вінні повіту Ляене-Вірумаа, Естонія — 1990, тепер Естонія) — радянський естонський діяч, 1-й секретар Тартуського міськкому КП(б) Естонії. Депутат Верховної Ради СРСР 3-го скликання.

## Життєпис
Народився в селянській родині. До 1933 року працював у господарстві батьків та одночасно навчався: закінчив початкову школу та гімназію в місті Раквере.
З 1934 року працював муляром у власників будівельних підприємств у Вірумаа та в місті Тарту. Одночасно навчався на юридичному факультеті Тартуського університету, але навчання не закінчив. До 1935 року мав ім'я та прізвище Ріхард Александр Лерм (ест. Richard Aleksander Lerm (Lärm)), які змінив на національно естонські.
Активно підтримував окупацію Естонії радянськими військами влітку 1940 року. Член ВКП(б) з 1940 року.
У 1940—1941 роках — технічний працівник Тартуського повітового комітету КП(б) Естонії, помічник секретаря і виконувач обов'язки секретаря Тартуського повітового комітету КП(б) Естонії. З травня по липень 1941 року — секретар виконавчого комітету Тартуської міської ради депутатів трудящих. Влітку 1941 року був евакуйований до Омської області РРФСР.
З квітня 1942 по 1945 рік служив у Червоній армії, учасник німецько-радянської війни. Був заступником командира роти з політичної частини 917-го стрілецького полку 249-ї стрілецької дивізії РСЧА. Був важко поранений у бою біля міста Великі Луки, провів вісім місяців у госпіталі. Працював партійним організатором окремого загону особливого призначення Естонського штабу партизанського руху.
У 1944 році — 2-й секретар Тартуського міського комітету КП(б) Естонії. З 1944 року — інструктор ЦК КП(б) Естонії, завідувач сектору інформації та заступник завідувача організаційно-інструкторського відділу ЦК КП(б) Естонії.
У 1945—1948 роках — слухач Вищої партійної школи при ЦК ВКП(б) у Москві
З липня по грудень 1948 року — заступник завідувача відділу (управління) кадрів ЦК КП(б) Естонії.
З грудня 1948 по 1952 рік — 1-й секретар Тартуського міського комітету КП(б) Естонії. Був одним із організаторів боротьби з проявами «буржуазного націоналізму» у Тартуському державному університеті.
У 1962—1972 роках — науковий співробітник Інституту історії партії при ЦК КП Естонії та секретар партійної організації інституту.
У 1970-х — 1980-х роках — співробітник Інституту мови та літератури Академії наук Естонської РСР.
Помер у 1990 році.

## Звання
- лейтенант

## Нагороди
- орден Вітчизняної війни І ст. (1985)
- ордени
- медаль «За відвагу» (1943)
- медалі